# Kabbinakere, Channarayapatna
Kabbinakere là một làng thuộc tehsil Channarayapatna, huyện Hassan, bang Karnataka, Ấn Độ.